# Simetria C
Em física, simetria C  ou simetria de carga refere-se à simetria das leis da física sob uma conjugação de transformação de cargas. Eletromagnetismo, gravidade e a força nuclear forte obedecem esta simetria, já a força nuclear fraca a viola.

## Definição no eletromagnetismo
As leis do eletromagnetismo (tanto para a física clássica quanto para física quântica) são invariantes sob este tipo de transformação simétrica: se cada carga q fosse trocada pela carga -q e as direções dos campos elétrico e magnético fossem revertidas, a dinâmica seria preservada e não haveria pelo comportamentos das partículas constatar qualquer alteração. Pela teoria quântica de campos:
1. {\displaystyle \psi \rightarrow -i({\bar {\psi }}\gamma ^{0}\gamma ^{2})^{T}}
2. {\displaystyle {\bar {\psi }}\rightarrow -i(\gamma ^{0}\gamma ^{2}\psi )^{T}}
3. {\displaystyle A^{\mu }\rightarrow -A^{\mu }}

Perceba que estas transformações não alteram o chirality da partícula. Um neutrino que tenha spin negativo seria tomado pela simetria-C por um antineutrino com spin idêntico, o qual não interage no modelo padrão. Esta propriedade é o que torna a simetria-C incompatível com a força nuclear fraca.
Há alguns postulados para o modelo padrão que propõem uma simetria esquerda-direita, a qual seria compatível com a força nuclear fraca.[carece de fontes?]

## Combinação de carga com reversão de paridade
Durante muito tempo os físicos acreditaram que a simetria-C poderia ser combinada com a transformação de inversão de paridade e formar uma simetria-CP. Entretanto, violações de ambas as simetrias foram identificadas em diversos experimentos físicos na força nuclear fraca (particularmente nas partículas kaons e mesons). Segundo o modelo padrão, esta violação da simetria-CP é devida a uma fase singular na matriz CKM.
Se a simetria-CP for combinada com a reversão da simetria-T o resultado, conhecido por simetria-CPT, pode ser demonstrado utilizando-se os axiomas de Wightman e será obedecido universalmente por todas as leis físicas conhecidas.